# John Spellman
John Spellman   (Middletown, 14 de juny de 1899 - Mashonaland Occidental, 1 d'agost de 1966) va ser un lluitador estatunidenc, especialista en lluita lliure, que va competir durant la dècada de 1920.
El 1924 va prendre part en els Jocs Olímpics de París, on guanyà la medalla d'or en la competició del pes semipesant del programa de lluita.
Després d'estudiar a la Universitat de Brown fou un lluitador professional i entre 1925 i 1932 va ser jugador de futbol americà. Va jugar al Providence Steam Roller (1925-1931) i al Boston Braves (1932), com línia defensiu exterior.